# トリコ グルメサバイバル!2
『トリコ グルメサバイバル!2』は、2012年7月5日にバンダイナムコゲームスから発売されたPlayStation Portable (PSP) 用ゲームソフト。『週刊少年ジャンプ』（集英社）連載の漫画「トリコ」のゲーム化第2弾ソフトにして『トリコ グルメサバイバル!』の続編。基本的なゲームの流れは前作と同じだが、四天王ゼブラの登場やパートナーを2人連れられるダブルサポートなど新たなシステムが追加された。

## ストーリー
メガモリ島での冒険でトリコ、小松達と確かな友情を育んだグルメ実業家、フォン・ド・ボーノ。更なる事業拡大のため、今度は新大陸「ガッツキ大陸」を購入し、大陸を巡るグルメ列車のレストランで提供するフルコースの創作をトリコと小松に依頼した。

## システム

### セーブデータの引継ぎ
前作『トリコ グルメサバイバル!』のセーブデータがあると、本作を最初から始める際、データ引継ぎが可能。前作のオーダーやフルコースの創作率、トリコのレベルによって様々な食材が貰える。

### 昼と夜
本作では全エリアに昼夜の概念があり、昼と夜とで登場する猛獣で採取できる食材が異なる。オーダーでは時間帯は固定されているが、フリーでは一定回数エリアを切り替えると時間帯が切り替わる。

### アクション
必殺技
テンションゲージを消費して放つ強力な技。使用するにはゲージのレベルが1以上必要となり、ゲージが満タンだとカットインと共に超必殺技が発動する。また、四天王をサポートに入れ、テンションゲージとサポートアクションゲージが満タンの時は更に強力が合体必殺技が発動する。
威嚇
体力を消費し、周囲の猛獣を怯ませる。怯んだ猛獣はノッキングできるが、レベルの高い敵には効きづらい。
ノッキング
猛獣を麻痺させて捕獲する技術。行動不能または大技を出した猛獣には△マークが現れ、その隙に△ボタンを押すと発動し、猛獣を一発で捕獲でき、グルメケースに変化する。グルメケースは持ち帰ることができるが、肉と違ってその場で食べることができない。
オートファジー
プレイヤーの体力が無くなった時に発動。一時的に攻撃力が上がるが、ダメージを受けるとゲームオーバーになる。

### サポートキャラクター
四天王と共にサバイバルで同行してくれるキャラクター。キャラ固有のアクションでプレイヤーの手助けをしてくれる。今作では2人まで連れることができ、攻撃に参加し、任意でサポートアクションを使える「メインパートナー」と、後方支援のみをする「サブパートナー」に分かれる。前者はサポートアクションゲージを持ち、プレイヤーの行動によって満タンになると「サポートアクション」を発動できる。他の四天王をパートナーにすることもできるが、その場合はもう一人のサポートキャラを入れることはできない。

### 超巨大猛獣バトル
特定のエリアの最後には、超巨大な猛獣が生息しており、エリアの最後のオーダーで四天王4人が2チームに分かれて戦う。猛獣の体力を4分の1ほど減らすと四天王が自動的に交代し、四天王のうち二人の活躍が終わるともう片方のチームが戦うことになり、猛獣の攻撃手段が変わる。勝利すると猛獣の体内に入り、奥の食材を回収することになる。

### 料理
フルコース創作
グルメ列車で提供するフルコースメニューを創作する。ここで作った料理は二度目以降弁当として探索に持ち込むことができる。最初に作れる料理のカテゴリはフレンチのみだが、ゲームの進行に伴いイタリアン、中華、和食の順に増え、ノッキングで猛獣を捕獲していくと隠しメニューが追加されていく。
スキル創作
指定された料理を作り、四天王のスキルを追加していく。
フィールドキッチン
サバイバル中、猛獣がいない時に小松に話しかけると手持ちの食材を2つで料理を作ってくれ、体力を回復できる。どんな食材でも使用できるが、組み合わせによって回復量が変動する。

### グルメ界チャレンジ
四天王一人でグルメ界の猛獣に挑むモード。フロアごとに生息する猛獣を倒しつつ先に進んでいくが、逃げることはできず、最深部の猛獣を倒さないと食材を持ち帰ることもできない。本編のエリアをクリアするごとにルートが増え、更に強い猛獣と戦えるようになる。アドホック通信を使うと2人で戦うことができるが、片方のプレイヤーが倒されるとそこでリタイヤとなる。

## 登場人物

### 美食屋四天王
トリコ
声 - 置鮎龍太郎
本作の主人公。四天王一の大食い。攻撃力を筆頭に安定したステータスを誇り、遠近両方の距離での戦いが得意。
ココ
声 - 櫻井孝宏
四天王一の優男と評される温厚な毒人間。敵を弱体化させる毒攻撃の使い手で、スキ無く遠距離攻撃を使える。また、キッスに乗って空中移動も可能。
サニー
声 - 岩田光央
美を何よりも愛する美青年。触覚による範囲攻撃と手数の多さが売り。サポート時は敵を気絶させることもある。
ゼブラ
声 - 松田賢二
本作初参戦の四天王の一人で短気で喧嘩っ早い四天王一の問題児。四天王一攻撃力が高く、遠近両方の攻撃が得意だが、技の出が遅い。

### パートナー
小松
声 - 朴璐美
ホテルグルメの料理長。他人を第一に考えるため、四天王だけでなく他の同行者達からも慕われている。戦闘能力は無いが、サバイバルで入手した料理を作ったり、他の誰よりも食材を積極的に拾ってくれる。サポートアクションはグルメスパイザー。3分間全ての能力を上げる。本作ではパートナーのウォールペンギンの子供（声：金田朋子）も登場している。食運があるため、レアな猛獣に出会いやすくサンサングラミーやオゾン草など一部小松がいないと手に入らない食材が存在している。
テリークロス
バトルウルフの子供で、トリコのパートナー。食材は拾えないものの、積極的に攻撃してくれる。また、隠れた食材を発見すると教えてくれる。サポートアクションはファングバイト。敵に突進して攻撃。前作のオーダーミッションではトリコのみだったが本作では他の四天王とも積極的に行動している。
リン
声 - 田野アサミ
IGO専属の猛獣使いでサニーの妹。相変わらずトリコに好意を寄せており、サニーとも口喧嘩は堪えない。トリコに褒められたいと思っては同行するが思ったことをすぐに口にするため、他の同行者ともめることもあり、凶暴なゼブラにも文句を言うほど。小松がコリョウに惚れていると思い込んでいる。戦闘能力は低いが、遠くからフレグランスで猛獣を眠らせる。サポートアクションはフレグランスショット。1分間攻撃力と威嚇が強化される。
マンサム
声 - 小杉十郎太
IGO開発局長兼グルメ研究所所長。相変わらず酒好きでどんな言葉（主に名前やはが付く言葉）でもよく「ハンサム」と聞き違えては周囲から突っ込まれる。当の本人も自身をハンサムだと思い込んでいる。豪快な性格で周囲から疎まれているゼブラに対しても柔軟な態度で接しており時折彼をうまく口車に乗せて言う事を聞かせることもある。攻撃力が高く、敵の攻撃でのけぞらない。サポートアクションはフライパンチ。挟み込むような両腕のパンチで敵を吹き飛ばす。
次郎
声 - 森川智之
かつて伝説の美食屋と呼ばれたノッキングの達人で、酒好きの老人。普段は何もしないが、プレイヤーがピンチになると猛獣をノッキングしてくれる。サポートアクションはノッキングライフル。周囲の猛獣を瞬時にノッキングする。リョウテイにアカシアの幻の食材がガッツキ大陸にあるという話を知り、真相を知るため、途中で節乃とともに独自に行動する。
ゾンゲ
声 - 高木渉
トリコの知り合いで、自身を世界一の美食屋と思い込んでいる。本作は大陸制覇（観光）目的で勝手に同行し、毎回騒動を起こしては周囲に迷惑をかけるため、前回依頼したボーノは呼んだ覚えがないと言われ、面識が少ないメルクにすら信用されていない。意気をよく言ってもいざという時、他人任せにするため、トリコや鉄平からはそのことをからかわれる事が多い。目標を達成するとすぐ自分の手柄にする所も変わらず、一度調子に乗った奴が何よりも嫌いなゼブラの怒りを買うも彼の馬鹿馬鹿しさでさすがのゼブラも殺意を失くした。トリコからは最初はアイスヘル編以降のように呼び捨てだったがその後は以前のように君付けされている。寝ている猛獣を起こすうえ、戦闘能力も低いが、猛獣ラッシュの発生率が一番高い。本作では2人の部下は登場しない。
マッチ
声 - 鳥海浩輔
グルメマフィア副組長でかつてゼブラと戦ったことがある。一度彼との再会でいがみ合ったが小松の説得で同行するようになった。居合いでの戦いを得意とする。
滝丸
声 - KENN
グルメ騎士の一員。礼儀正しい性格で少食なため、サニーから認められる。気絶効果を持つ攻撃で戦う。
メルク
声 - 矢島晶子
世界一の砥ぎ師、メルクの二代目。小松とも仲が良い。砥ぎ師としての実力は四天王達からも認められ、完璧主義のサニーですら彼女のことを高く評価した。初対面のティナやゾンゲは彼女を一度男性と勘違いした。男勝りな口調とは裏腹にサソリゴキブリの捕獲時には怯んだ様子を見せるなど女性らしい一面もある。包丁による遠距離攻撃が得意。
鉄平
声 - 小野坂昌也
ノッキングマスター次郎の血を引く凄腕の再生屋。相変わらず自他共に認めるお喋りな性格でマイペースなところだが再生屋としての実力は一流で珍しい猛獣をノッキングして標本にしている。様々な植物を操り、倒した猛獣をほぼ必ずノッキングするので図鑑集めにはおすすめ。2周目以降から四天王の代わりにプレイヤーとして使用することができる。

### その他の仲間キャラクター
ティナ
声 - 水樹奈々
大スクープを追い求めるため、ガッツキ大陸までやってきたグルメTVの新米レポーター。本作ではパートナーのクルッポーは登場しない。前作に比べ出番が少ない。
節乃
声 - 雨蘭咲木子
美食人間国宝で、節乃食堂を経営する気さくな老婆。次郎にはぞっこんだが子孫である鉄平に対してはやや厳しい。本作ではトリコ達に助言したり小松の調理をサポートしてくれる。
フォン・ド・ボーノ
声 - 三瓶由布子
コック帽のような髪型が特徴のグルメ実業家。以前は他人を信用できない性格だったが、メガモリ島の冒険をきっかけに心を開く。今回はガッツキ大陸を走る列車のフルコースを作るべく、トリコ達に依頼する。

### 美食會
スタージュン
声 - 三木眞一郎
美食會副料理長の一人だが、自分に危害を加えない者に手を出さない良識的な性格。本作ではキッチンホール大渓谷での戦いで生身で登場かと思われたが、実はGTロボに擬態をさせていたことが判明。後に地球熊の体内でニトロを連れ、大地のミートを賭けてトリコ&リョウテイと再戦する。なおその際、素顔の彼も登場する。
グリンパーチ
声 - 三ツ矢雄二
美食會副料理長の一人。四本の腕を持つ半裸の男で、巨大なストローから息を吐いて戦う。任務には強い執着心はないが戦うことが何よりも好きで四天王達に勝利し食すことを望んでいる。
トミーロッド
声 - 石田彰
美食會副料理長の一人。道化師のような格好をした虫使いで、残忍な性格。良識なスタージュンや元幹部のリョウテイを嫌っており、トリコ達を皆殺しにしようと企んでいる。作中ではグリル渓谷でパラサイトエンペラーを、ツンドラドラゴンの体内でカイザーガーディアンを産み落とし、トリコ達を妨害した。

### オリジナルキャラクター
リョウテイ
声 - 大塚明夫
美食會の元幹部だが、実はコリョウの兄である。巨大な包丁とまな板の盾を装備しており、また副料理長達と仲が悪く、特にスタージュンをライバル視している。アニメではコリョウと共にゲスト出演した。戦災によって身寄りを無くし、流れの板前として裏社会を経て美食會に身を寄せたが、力を求めるあまり希少な食材に手を出し、美食會を追放されたため、再び幹部の座に戻るべく、大陸に眠る伝説の食材を求め、トリコ達と対立する。その後、ガッツキ大陸の伝説の食材の情報を知り、大地のシロップを巡って四天王と副料理長を争わせることで共倒れを画策するも失敗、それでも野望は捨てず、地球熊を巡ってトリコと再び対立するが、自ら毒に犯されたコリョウを救うためにトリコと共闘、進むべき道を見つけ、美食會と決別し、妹と共に一から全てをやり直すために旅立った。
コリョウ
声 - 折笠富美子
グルメ列車のレストランで働く少女だが、実はリョウテイの妹である。板チョコ柄の着物を着ていて、物静かで、礼儀正しい性格だが、ある悩みを持っている。アニメでは兄のリョウテイと共にゲスト出演した。戦災で身寄りを亡くしてからは兄と二人で裏社会を生き、その際に兄から料理の腕を学んでいるため、料理の腕は確かである。小松の補佐を務めるが、実際に列車に乗り込んだのはリョウテイによってトリコ達をスパイするために送り込まれた為で、万一の時は手を下すつもりである。終盤ではトリコ達に毒を吸わせ、大地のシロップを奪った。しかし、自分に優しくする小松やトリコ達に対して罪悪感を抱いており、兄を説得しようと自らグルメ界由来の毒を浴び、昏睡状態となる。その後はトリコ、小松の活躍で一命を取り留め、兄と共に全てをやり直すために旅立った。

### 猛獣
ガッツキ大陸には様々な猛獣が生息しており、プレイヤーに襲いかかってくる。倒すと食材になり、採取できる。本作では弁当を持ってない時に限り肉を直接食べて体力を回復できる。原作では食べられない、肉が不味い猛獣も倒すと食材になり、調理することができる。本作では前作に登場した猛獣も登場するが、鰐鮫とデビル大蛇は登場しない。ここでは本作で初登場した猛獣を挙げる。
ザリガニフィッシュ
ザリガニのハサミを持つ魚。体当たりとハサミ攻撃を駆使する。
五ツ尾オオワシ
五本の尻尾を持つワシ。空を飛びまわって攻撃する。
桃ンガ
頭に桃の疑似餌を持つモモンガ。普段は地面で待ち伏せするが、近づくと飛び回りながら戦う。
デンデンヘビ
カタツムリのような甲羅を持つヘビ。車輪のように一直線に転がるが、種類によってはカーブもできる。
白銀グリズリー
白い毛皮を持つ熊。接近戦が得意。
フリーザバイソン
青い毛皮を持つバイソン。突進と角によるかち上げを繰り出す。
ガウチ
水陸両用の悪魔と呼ばれるアザラシのような猛獣。ヒレによる叩きつけと長い牙による噛み付きが得意。
ドリルバード
長く鋭いクチバシを持つ小型の鳥、名前の通り、ドリルのように突っ込んでくる。
バルバモス
二つの頭と三本の脚を持つ異形の猛獣。噛み付きと挟み込みで攻撃する。
ルビークラブ
ルビーのような甲殻を持つカニ。ジャンプと横歩きでトリッキーに動く。
サンドフラワーフィッシュ
頭部に花が生えた魚。地面を泳ぐように動くため攻撃が当たりづらい。尻尾のみを出して振り回したり、地面から飛び出して攻撃する。
ダンゴール
硬い甲殻に覆われたナメクジのような猛獣。噛み付きと転がり攻撃を繰り出す。
ミミックミノムシ
大きく口を開けたミノムシ。その場から移動できない。噛み付きと全身を振り回す攻撃をするが、範囲は広くない。
阿修羅タイガー
グルメ界に生息する三つの頭と六本の脚を持つ虎。前足による攻撃の他、側面にいる相手に対しては回転攻撃をお見舞いする。
キングレントラー
グルメ界に生息するヒヒのような顔の大猿。動きが速く、攻撃も多彩。
マミュー
グルメ界に生息する翼の無い鳥。小刻みに飛び回り、近距離攻撃を行う。
クマンビー
大陸中を飛び回り、スパイスを集めて回るハチ。熊の頭のような胴体で、鼻の部分に頭がある。倒すと色に応じたスパイスを落とすことがある。彼らが集めたスパイスを凝縮したものが大陸にまつわる伝説の食材「大地のシロップ」である。
リーガルマンモス（捕獲レベル48）
古代の食宝と呼ばれる超巨大マンモス。テーブル大草原のボスで、巨大な脚と鼻で攻撃してくる。鼻から発射される骨を弾き飛ばすと大ダメージを与えられる。
パラサイトエンペラー（捕獲レベル81）
グリル渓谷のボス。トミーロッドが生み出した混合獣類。カマキリのような腕を振り回し、口から高熱のレーザーを吐き出す。
ツンドラドラゴン（捕獲レベル55）
フリーザー氷原のボス。全てを凍らせる地獄の番人と呼ばれる巨大なドラゴン。前半は距離ととって飛行しており、吐き出した氷塊を弾き飛ばさないと攻撃が当たらない。後半は地上で戦い、豪快にかぶりついてくる。
ライトニングフェニックス（捕獲レベル75）
天空の野菜かごのボス。雷雲の中に住む雷鳥。空高くを飛び回っているため攻撃を当てづらく、電気を帯びた羽根を飛ばす。
サラマンダースフィンクス（捕獲レベル92）
コナモン砂漠のボス。グルメピラミッドの生態系の頂点に君臨し、メロウコーラを涙として流す。攻撃の威力が高く、射程も長い強敵。
蠍魔牛（捕獲レベル53）
キッチンホール大渓谷に住むサソリのハサミと尻尾を持つ伝説の魔獣。腕のハサミによる攻撃は出が早い。特定のオーダーで登場するが、フリーサバイバル中でも特定の場所で登場することがある。
地球熊（捕獲レベル99）
キッチンホール大渓谷に眠る超巨大な熊。氷山のような背中、岩に覆われた胴、溶岩のような足を持つ。かつて美食神アカシアが発見したが、あまりの凶暴さゆえにその存在をひた隠しにしていた。大地のシロップを食べ続け、薬効と滋養強壮成分を体内に蓄積させた肝「大地のミート」は万病に効くとされ、あまりの美味さに死者があの世から引き返すほどである。
パーンクーヘン（捕獲レベル98）
「Vジャンプ」「週刊少年ジャンプ」「最強ジャンプ」3誌で開催された募集企画で採用された猛獣。両手両足、腰にバームクーヘンを身に着けた巨大なパンダで、グルメ界チャレンジモードのボスとして登場する。体力、攻撃力は最高クラスで、パンチ攻撃や尻尾振り回し、バウム投げなど激しい攻撃を繰り出す。

## ステージ
テーブル大草原
食卓をイメージした草原。シンプルで狭い構成で、生息する猛獣も強くない。ボスはリーガルマンモスで、超巨大猛獣バトルで対決する。
グリル渓谷
バーベキューをイメージした灼熱の大地。ボスはパラサイトエンペラー。
フリーザー氷原
冷蔵庫をイメージした氷原。天然のアイスクリームがあり、猛獣が氷漬けになっている。ボスはツンドラドラゴン。全てを凍らせる地獄の番人と恐れられる巨大な竜で、超巨大猛獣バトルで対決する。ツンドラドラゴンの体内ではトミーロッドが生み出したカイザーガーディアンと戦うことになる。
天空の野菜カゴ
巨大な植物のツルを登っていく。野菜系の食材が多く、ベジタブルスカイを彷彿とさせる。ボスはライトニングフェニックス。
コナモン砂漠
クッキーやバームクーヘンなど、粉物の焼き菓子でできた砂漠。奥地には謎の遺跡が存在する。ボスはサラマンダースフィンクス。
キッチンホール大渓谷
キッチンをイメージした大渓谷。包丁の刃や宝石がいたる所から飛び出ている。最初は美食會幹部との決戦のために訪れるが、奥には大陸最強の猛獣「地球熊」が眠っており、超巨大猛獣バトルで対決する。体内ではスタージュン&ニトロと対決することになる。

## 攻略本
- Vジャンプブックス トリコ グルメサバイバル!2 美食屋ハンティングガイド(ISBN 978-4-08-779634-6)